# لويس فرنانديز (سياسي)
لويس فرنانديز (بالإسبانية: Luis Manuel Fernández de Portocarrero )‏ (و. 1635 – 1709 م) هو سياسي، وكاهن كاثوليكي إسباني، ولد في بالما ديل ريو، قرطبة، توفي في مدريد، عن عمر يناهز 74 عاماً.

## مناصب
تولى منصب cardinal-bishop ‏، Roman Catholic Suburbicarian Diocese of Palestrina ‏ (27 يناير 1698–14 سبتمبر 1709)
- كاردينال (منذ 5 أغسطس 1669)[1]
- مطران طليطلة  [لغات أخرى]‏

.

## التعليم
تعلم في Royal University of Toledo ‏
.